# Münzschieber

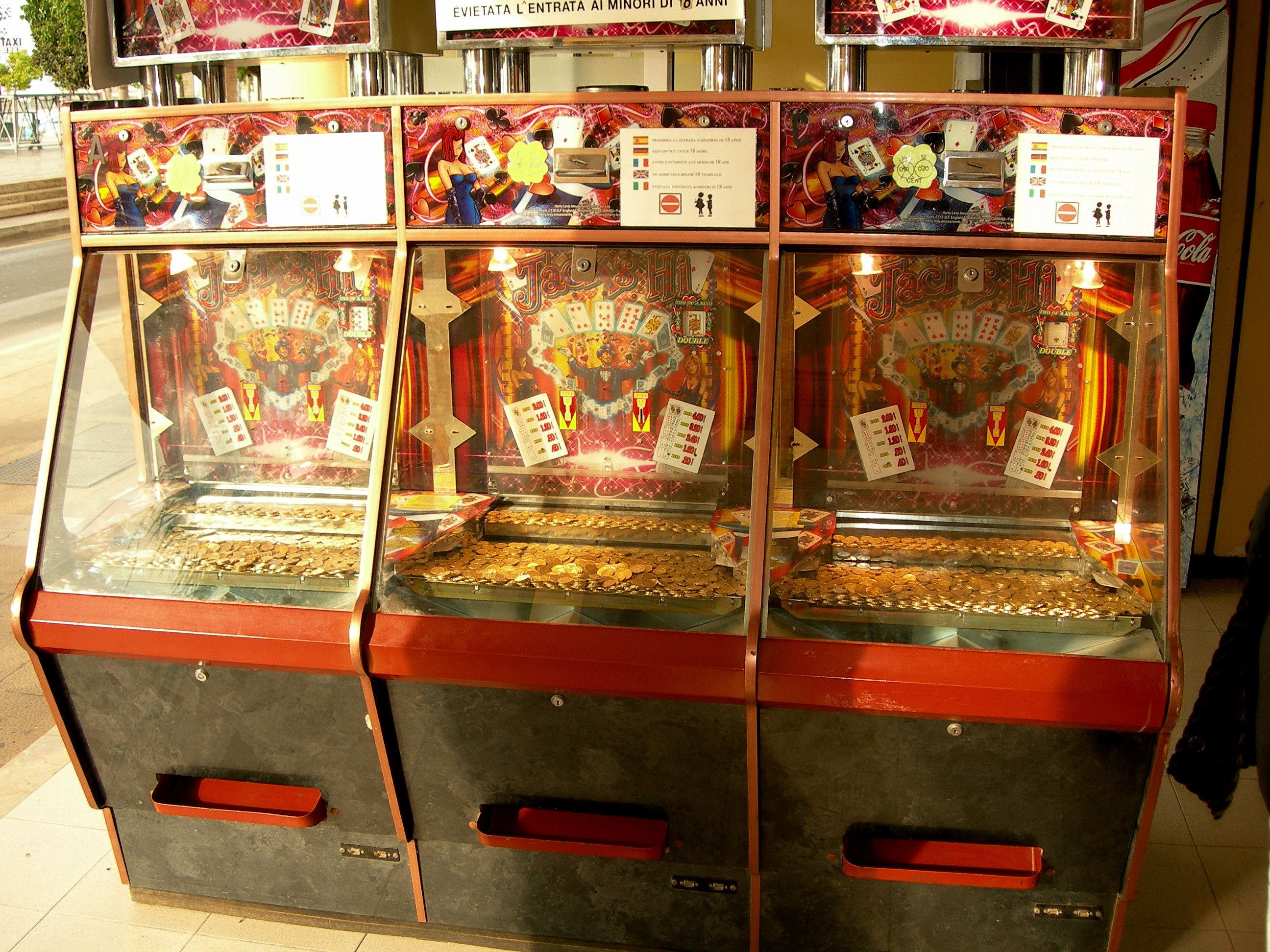
Münzschieber mit Einwurf oben

Ein Münzschieber (engl. auch Coin pusher oder Penny pusher) ist ein Spielautomat, in dem Münzen auf einer oder mehreren Ebenen geschoben werden. 

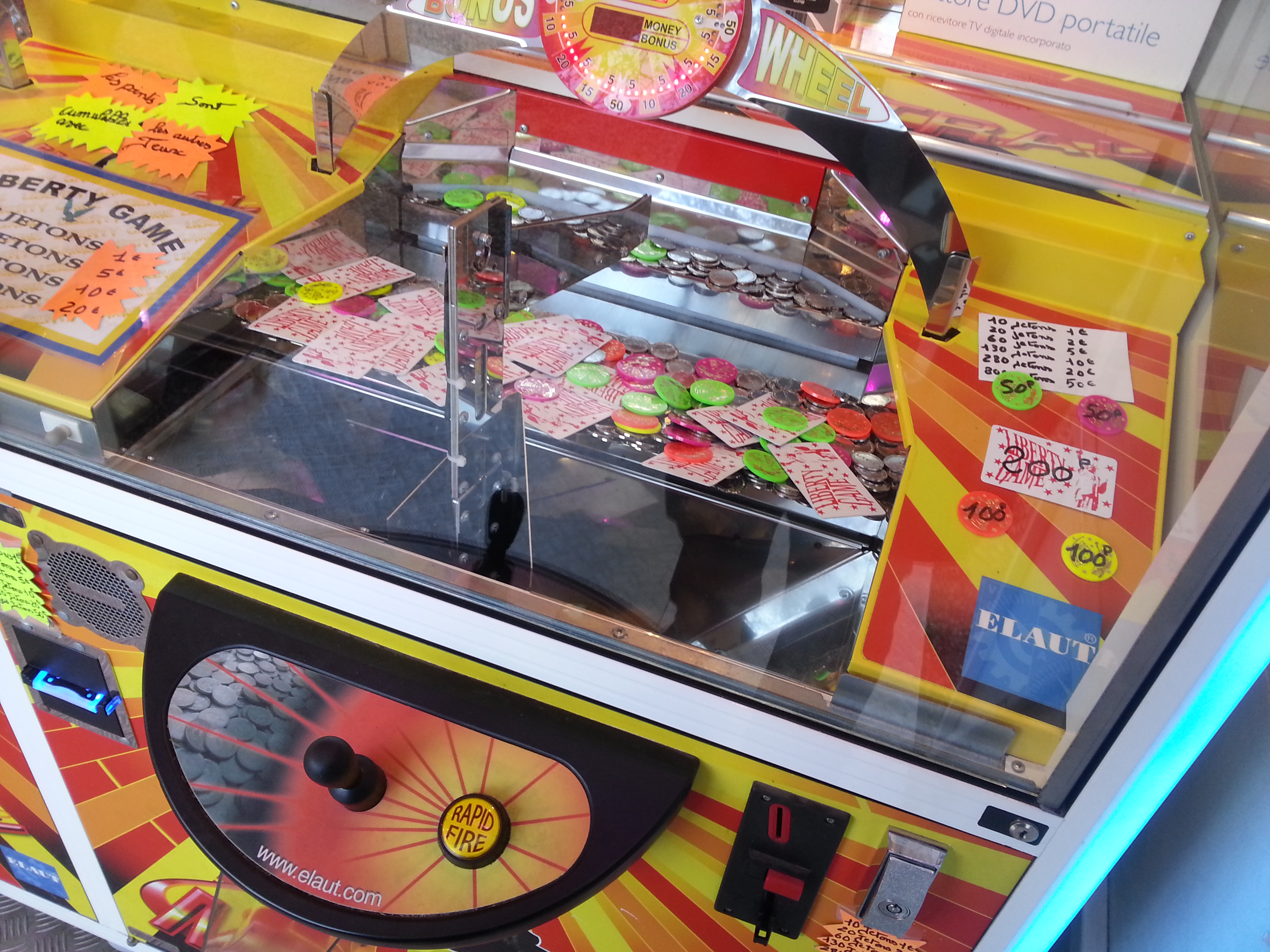
Münzschieber mit Einwurf vorne, sowie zusätzlichen Jetons und Karten

## Aufstellung in Deutschland
In Deutschland begegnet man diesen Geräten meist auf einer Kirmes. Münzschieber dürfen seit 2003 in Deutschland auf Jahrmärkten gemäß § 5a SpielV in Verbindung mit Anlage zu § 5a Nr. 5 SpielV unter bestimmten Umständen genehmigungsfrei betrieben werden. Insbesondere darf der Gewinn nur in Waren bestehen, wobei ausgegebene Gewinnmarken nicht als Einsatz verwendbar sein dürfen. Außerdem müssen durchschnittlich 50 Prozent der Einsätze in Form von Warengewinnen an die Spieler zurückfließen.
Vor 2003 bedurften auf Jahrmärkten betriebene Münzschieber, von denen es damals ungefähr 1.300 Geräte gab, einer Bauartzulassung durch die Physikalisch-Technische Bundesanstalt.